# 横山紘一 (天文学者)
横山 紘一（よこやま こういち、1940年（昭和15年）10月28日 - 2020年（令和2年）7月13日）は、日本の天文学者。国立天文台・水沢観測センター長、国立天文台地球回転研究系研究主幹、国際地球回転・基準系事業第2代理事会会長、日本測地学会名誉会長などを歴任した。

## 人物・業績
岩手県江刺郡岩谷堂町（現：奥州市江刺岩谷堂）出身。岩谷堂中学校、岩手県立水沢高等学校を卒業し、京都大学理学部宇宙物理学科へ進学、卒業後は緯度観測所（現：水沢VLBI観測所）研究員となった。京都大学宇宙物理学教室の清水彊のもとで大学院に進む予定だったが、清水の指示により、当時新しい望遠鏡の導入に伴う定員増があった岩手県水沢市の文部省緯度観測所（現：水沢VLBI観測所）へ行くことになった。緯度観測所所属当時、国際緯度観測事業 (ILS) による極運動値は歴代の中央局ごとに天文測地常数や観測制約方法が異なり、70年を超える均質な観測があるにも拘らず、極運動の長期変動の研究に使えるものではなかった。緯度観測所では1899年のILS発足以来の全観測データを観測野帳から起こし、一貫した極運動時系列データを導くILS統一再計算事業を遂行した。その中で横山はデータ解析全般を主導し、結果は1980年に出版された。これは70年以上にわたる国際緯度観測事業の集大成といえるものであった。
世界情勢の変化を反映して緯度観測所は中曽根行革の俎上にあがり、事務事業の見直しを経て、国立天文台への改組転換された。横山は、この過程で国立天文台水沢の将来像をVERA及びRISEならびに測地・地球物理研究の三本柱とすることに重要な貢献をした。横山自身は地球回転研究系主幹を務めるとともにVERA計画の全体を高い見地から推進した。特に、穏やかながら筋を曲げない議論で国立天文台内や国内VLBI研究グループの支援を取り付ける際に大きな貢献をした。また、太平洋VLBI観測網（IRIS-P、水沢がネットワークセンター）の立ち上げは横山の広い国際的人脈なしではあり得ないことであった。
1981年から1987年にかけて国際極運動観測事業 (IPMS) の理事を務めたほか、1987年に発足した国際地球回転・基準系事業 (IERS) の第2代理事会会長を務めた。1993年7月、日本宇宙少年団の水沢Z分団の結団に際して初代分団長を務めた。
2020年（令和2年）7月13日、慢性じん不全のため、盛岡市内の病院にて死去、79歳。

### 主な所属
・1964年：緯度観測所研究員
・1988年：国立天文台, 地球回転研究系, 教授
・1998年：国立天文台, 地球回転研究系, 教授
このほか、岩手大学教育学部、東京大学東京天文台、京都大学大学院理学研究科、総合研究大学院大学で学生の教育指導にあたる。

## 命名
小惑星18289 横山紘一(よこやまこういち、18289 Yokoyamakoichi)は、1976年に香西洋樹と古川麒一郎によって発見されたメインベルトの小惑星で、横山にちなんで命名された。

## 主要研究
- Effect of Semi-Annual Solar Nutation Error in Longitude Variation[10] (1975)
- 地球回転データの物理的解釈[11](1986-1987)
- 新しい国際地球回転事業に対応した研究の企画[12](1986)
- 地球回転監視のためのVLBI太平洋ネットワーク構築の研究[13](研究代表者)(1987-1988)
- 光学天体と電波天体による天文座標系の結合に関する研究[14](1988-1990)
- 国際VLBI観測による位置天文学と地球力学の研究[15](研究代表者)(1991-1992)
- 海洋衛星国際トペックスポセイドン計画に基づく海洋および固体地球ダイナミクスの研究[16](1993-1995)
- 測地VLBI観測のための国際互換システムの構築[17](研究代表者)(1995-1996)
- 南半球のVLBI網と日本列島を結ぶ長大基線による測地実験[18](1998-2000)

## 著書
- 地球回転・星の位置と運動（恒星社厚生閣 現代天文学講座1 1979年）